# روبرتو کاواناگ
روبرتو کاواناگ اِلگارفیکو (انگلیسی: Roberto Cavanagh; ۱۲ نوامبر ۱۹۱۴ – ۱۵ سپتامبر ۲۰۰۲) چوگان‌باز اهل کشور آرژانتین بود.